# Jeroni Ninot i Verdera
Jeroni Ninot i Verdera (Santa Coloma de Queralt, 7 de juny de 1617 – Barcelona, 19 d’agost de 1678) va ser un eclesiàstic i teòleg català.
No consten dades biogràfiques sobre de Jeroni Ninot durant la Guerra dels Segadors, en la qual el seu germà Josep Ninot va participar activament. Professat el 1654, és un dels membres fundadors de l’Escola de Crist de Barcelona (1660). Com a teòleg, exerceix de professor i publica l’obra Teología mística. Segons José María Moliner, es tracta d’una obra influenciada per Juan Falconi de Bustamante, “arraconada injustament per poc ortodoxa”.
Dins l’orde mercedari, exerceix de superior del convent de Barcelona (1671-74) i provincial d’Aragó (1676-1678). Mort en l'exercici d’aquest càrrec el 19 d’agost de 1678. Jeroni Giribets apunta que va renunciar al càrrec de bisbe.